# Alberto Andrade de Queirós
Alberto Andrade de Queirós (Benevides, 22 de junho de 1894 — Rio de Janeiro, 15 de fevereiro de 1957) foi um político brasileiro.
Foi ministro da Fazenda no governo de Getúlio Vargas, assumindo o ministério interinamente, de 27 de agosto a 1 de outubro de 1952.